# 罗杰·科恩伯格
罗杰·大卫·科恩伯格（英語：Roger David Kornberg，1947年4月24日—），美国生物化学家，斯坦福大学结构生物学教授。因其对“真核转录的分子基础所作的研究”而荣获2006年诺贝尔化学奖。他的父亲阿瑟·科恩伯格也是斯坦福大学的教授，并且是1959年诺贝尔生理学或医学奖获得者。

## 生平
1947年出生于密苏里州圣路易市。1967年，科恩伯格毕业于哈佛大学，获得学士学位，1972年于斯坦福大学获得博士学位。曾经在位于剑桥的英国医学研究理事会分子生物学实验室做博士后研究。在担任斯坦福大学教授之前，他曾经任教于哈佛医学院生物化学系。他對「真核生物的DNA轉錄機制」鑽研超過三十年，累積的研究成果對於瞭解幹細胞的分化、人類疾病的機制等重要醫學問題，提供重要基礎。
科恩伯格是美国国家科学院（United States National Academy of Sciences）和美国艺术与科学研究院（American Academy of Arts and Sciences）院士。他還是世界顶尖科学家协会主席。